# Methia juniperi
Methia juniperi är en skalbaggsart som beskrevs av Linsley 1937. Methia juniperi ingår i släktet Methia och familjen långhorningar. Inga underarter finns listade i Catalogue of Life.